# 3. Klavierkonzert (Tschaikowski)
Das Klavierkonzert Nr. 3 Es-Dur op. posth. ist ein 1893 entstandenes, nachgelassenes Klavierkonzert von Pjotr Iljitsch Tschaikowski, das wegen der Besonderheit seiner Geschichte in zwei getrennte Werke aufgeteilt veröffentlicht wurde, nämlich das Allegro Brillante op. 75 und das Andante & Finale op. 79.

## Entstehungsgeschichte
Schon im Oktober 1889 dachte Pjotr Iljitsch Tschaikowski daran, eine neue Sinfonie zu schreiben. Seinem Arbeits-Tagebuch zufolge plante er spätestens ab Frühjahr 1891 ein konzertantes Werk in Es-Dur mit einem heimlichen Programm: Unter dem Motto „Warum und wofür?“ sollten drei Sätze die Jugend, die Liebe und die letzte Antwort auf die Frage behandeln. Daraus wurde zunächst eine Sinfonie Es-Dur (1892) mit dem Titel „Leben“. Etliche erhaltene Skizzen dazu stammen schon vom April bis Juni 1891. Am 27. Maijul. / 8. Juni 1892greg. begann Tschaikowski das Particell von Kopfsatz, Andante und Finale, das am 23. Oktoberjul. / 4. November 1892greg. beendet war. Danach folgte die Instrumentation des ersten Satzes; die Partitur bricht jedoch nach 33 Seiten etwa in der Mitte nach 248 Takten ab. Das vorgesehene Scherzo überlebte in Form des „Scherzo fantasie“ op. 72/10, also das zehnte der im Dezember 1891 und Januar 1892 skizzierten 18 Klavierstücke op. 72 (beendet im Sommer 1893). Doch im Dezember 1892 entschloss sich Tschaikowski, die im Entstehen begriffene Sinfonie aufzugeben und zu einem Klavierkonzert umzuarbeiten. Zugleich begann er, Gedanken für eine neue Sinfonie zu sammeln, aus der die spätere 6. Sinfonie h-moll op. 74 Pathétique werden sollte, wobei er offenbar programmatisch auf die Gedanken von 1891 zurückgriff.
Das Klavierkonzert Es-Dur entstand praktisch parallel zur Pathetique: Die neue Sinfonie wurde zwischen dem 4. Februarjul. / 16. Februar 1893greg. und 24. Märzjul. / 5. April 1893greg. skizziert (Reihenfolge der Sätze in der Komposition: I, III, IV, II), vom 20. Julijul. / 1. August 1893greg. bis 19. Augustjul. / 31. August 1893greg. instrumentiert. Dazwischen komponierte Tschaikowski das Konzert, das er ebenfalls im Februar in Angriff nahm und dessen vollständiger, dreisätziger Auszug für zwei Klaviere (einschließlich zahlreicher Instrumentationshinweise) bis zum 10. Julijul. / 22. Juli 1893greg. beendet war. Aus der Korrespondenz des Komponisten geht hervor, dass er offenbar schon im Februar 1893 daran dachte, die Pathetique seiner „letzten großen Liebe“, also seinem damals 21 Jahre alten Neffen Wladimir Dawidow zu widmen (Brief an „Bob“ Dawidow vom 11. Februarjul. / 23. Februar 1893greg.). Der Titel Simphonie Pathetique (Original-Schreibweise des MS nicht französisch) erschien bereits im Juli 1893 auf der Titelseite des Manuskripts; den Quellenforschungen der Tschaikowsky-Gesamtausgabe (so die Original-Schreibweise dieser Institution) zufolge stammt der Titel tatsächlich vom Komponisten und nicht von seinem Bruder Modest, wie dieser in seinen Erinnerungen behauptete. Der genannte Brief beschreibt die Sinfonie explizit als „Programm-Sinfonie“, mit der der Komponist, der dies eine Zeit lang sogar als Titel erwog, „ein Rätsel für Jedermann“ schaffen wollte.
Der Musikwissenschaftler Eckhardt van den Hoogen stellte 1998 in seinem Booklet zur ersten Gesamt-Einspielung des dritten Klavierkonzerts durch Andrej Hoteev die These auf, Sinfonie und Konzert seien, ähnlich wie die Symphonie Fantastique op. 14 und Lélio ou Le retour à la vie op. 14b von Hector Berlioz, als zweiteiliges Doppel-Programm vorgesehen gewesen, wobei das Klavierkonzert der Sinfonie folgen und die im Februar 1891 für die Es-dur-Sinfonie angedachte bejahende „Antwort“ und „Rückkehr ins Leben“ liefern sollte. Gleich nach Beendigung der Sinfonie arbeitete Tschaikowski die Partitur des ersten Satzes des Klavierkonzerts aus, die am 4. Oktoberjul. / 16. Oktober 1893greg. beendet wurde. Zur Instrumentierung des zweiten und dritten Satzes kam er jedoch nicht mehr. Bei der Uraufführung der Pathetique am 16. Oktoberjul. / 28. Oktober 1893greg. erklang im zweiten Teil unter anderem das Klavierkonzert Nr. 1 b-moll. Am 25. Oktoberjul. / 6. November 1893greg. starb Tschaikowski. Er konnte bezüglich des Klavierkonzertes Es-Dur keine Verfügungen mehr treffen.

## Überlieferung und Rezeption
Die Umstände der Überlieferung des dritten Klavierkonzertes führten dazu, dass das Werk in der Regel nicht als zusammenhängendes dreisätziges Werk aufgeführt wird. Nach Tschaikowskis Tod stellte sich den Nachkommen die Frage, wie mit dem unfertig instrumentiert daliegenden Klavierkonzert zu verfahren sei. Sergei Tanejew hatte das Werk schon im September 1893 aus dem Klavier-Manuskript kennengelernt. Außerdem spielte er am 18. Septemberjul. / 30. September 1893greg. mit Lew Konjus ein eigenes vierhändiges Arrangement der Pathetique, das im November 1893 auch bei Tschaikowskis Verleger Jurgenson erschien. Schon hierbei hatte Tanejew zahlreiche Änderungen vorgenommen, insbesondere hinsichtlich Tempi und Dynamik. Nach Tschaikowskis Tod fungierte er für dessen Erben, seinen Bruder Modest Tschaikowski, als Berater in Fragen des musikalischen Nachlasses. Tanejew war skeptisch bezüglich der Gesamtlänge des Konzerts sowie der Qualität des zweiten und dritten Satzes. Er entschied, den von Tschaikowski selbst noch instrumentierten Kopfsatz des Konzerts, das Allegro Brillante, als selbständigen Konzertsatz bei Jurgenson zu veröffentlichen, wobei er zahlreiche Änderungen anbrachte und Metronom-Angaben ergänzte. So erschien der Satz im Dezember 1894 als „Klavierkonzert Nr. 3 Es-Dur“ op. 75 bei Jurgenson. Ein Hinweis auf den fertig komponierten und im originalen Klavierauszug existenten zweiten und dritten Satz fehlte dabei. Dem Wunsch von Modest Tschaikowski folgend, leitete Tanejew danach auch eine Veröffentlichung auch des Andante und Finale in die Wege. In einem Brief vom 27. Apriljul. / 9. Mai 1896greg. fragte der Verleger Belajew: „Was machen wir mit dem zweiten und dritten Satz von Tschaikowskis Klavierkonzert, wo doch der erste Satz schon bei Jurgenson verlegt ist?“ Schließlich instrumentierte Tanejew im Auftrag von Belajew Andante und Finale, deren Partitur 1897 unter der Opus-Zahl 79 separat veröffentlicht wurde.
Vor 1990 gibt es nur sehr wenige Aufnahmen des gesamten dritten Klavierkonzertes, darunter die Aufnahme von Michael Ponti mit dem Orchester Radio Luxembourg unter Leitung von Louis de Froment (1972). In den 1990ern wurden mehrere Einspielungen des dreisätzigen Konzerts veröffentlicht, darunter 1993 die erste Aufnahme in der auf Tschaikowskis Manuskripten basierenden Urtext-Fassung mit Andrej Hoteev, dem Staats-Symphonieorchester St. Petersburg und Rawil Martynow. Dennoch weisen die erhältlichen Partitur-Ausgaben von op. 75 und op. 79 nach wie vor nicht detailliert auf den Zusammenhang mit dem dritten Klavierkonzert hin. In einer kurzen Note der Partitur zu op. 79 heißt es: „Tschaikowskys Andante und Finale besteht aus zwei Sätzen einer geplanten Sinfonie (1892), von ihm selbst für Klavier und Orchester umgearbeitet. Das Manuskript aus dem Nachlass Tschaikowskys wurde von Sergej Tanejew instrumentiert.“ (Schreibweise des Namens zitiert nach dem Vorwort) Der russische Musikwissenschaftler und Komponist Semjon Bogatyrjew vervollständigte und instrumentierte zwischen 1950 und 1955 die ursprünglich geplante Es-Dur-Sinfonie anhand der von ihm im Tschaikowski-Museum Klin entdeckten Entwürfe sowie den veröffentlichten op. 72, 75 und 79. Dieses Werk wurde als Sinfonie „Nr. 7“ Es-Dur op. posth. veröffentlicht und insbesondere durch eine Schallplatten-Einspielung des Philadelphia Orchestra unter Eugene Ormandy aus dem Jahr 1962 bekannt. Bis heute wird es in dieser Form gelegentlich aufgeführt und eingespielt.

## Haupt-Quellen
- Handschrift der am 10. Juli 1893 beendeten drei Sätze im Auszug für zwei Klaviere (1. = Solopart, 2. = Orchesterpart; 270 Seiten), heute im Tschaikowski-Archiv, Klin.

- Handschrift der Partitur des 1. Satzes beendet am 4. Oktober 1893, heute im Musikmuseum Moskau.

## Erst-Veröffentlichungen
- 1. Satz: Partitur, veröffentlicht als „Klavierkonzert Nr. 3 Es-Dur“ op. 75 bei Jurgenson, Dezember 1894

- 2. und 3. Satz: Klavierauszug von Tschaikowski, veröffentlicht bei Belajew, 1896

- 2. und 3. Satz: Instrumentation von Sergej Tanejew, veröffentlicht als „Andante und Finale“ op. 79 bei Belajew, 1897

## Studienpartituren
- „Allegro brillante op. 75 from Piano Concerto No. 3“, Belwin & Mills/Kalmus Miniature Scores Nr. 593 (Nachdruck des Erstdrucks)

- Andante und Finale op. 79, M. P. Belajew, Frankfurt, Bel. Nr. 386

- Sinfonie Nr. 7 Es-Dur, vervollständigt von Semjon Bogatyrjew, Musikverlage Hans Sikorski, Studienpartitur Nr. H. S. 2328

## Diskographie
- Klavierkonzert Es-Dur op. posth., vervollst. Tanejew
  - Bernd Glemser, Polnisches Radiosinfonieorchester, Antoni Wit, Naxos
  - Andrej Hoteev[4], Tchaikovsky Symphony Orchestra, Wladimir Fedosejew, CD Koch/Schwann 3-6489-2
  - Konstantin Scherbakov, Russian Philharmonic Orchestra, Dmitri Jablonski, Naxos
  - Emil Gilels, The New Philharmonia Orchestra, Lorin Maazel, E.M.I.
- Sinfonie „Nr. 7“ Es-Dur, nach den Entwürfen ausgearbeitet von Semjon Bogatyrjew. The London Philharmonic, Neeme Järvi, CD Chandos CHAN 9130